# گیرنده گابا

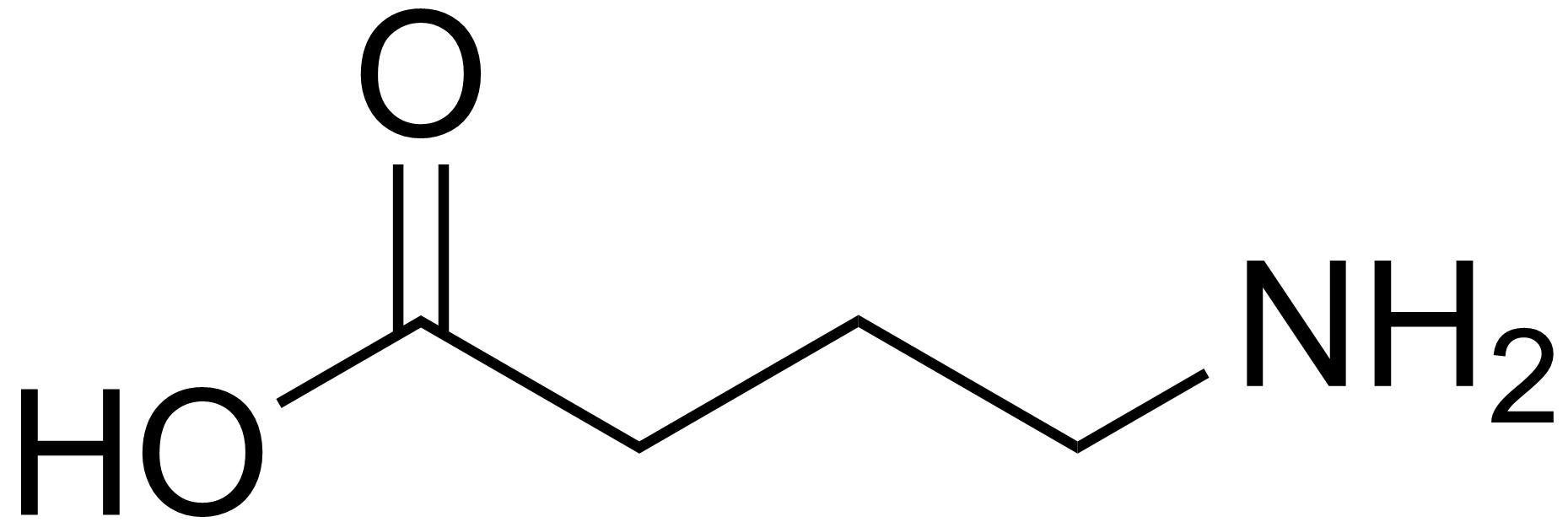
گاما آمینوبوتیریک اسید

گیرنده‌های گابا یا GABA دسته ای از گیرنده‌ها هستند که به انتقال‌دهنده عصبی گاما آمینوبوتیریک اسید (GABA) – ترکیب اصلی بازدارنده در دستگاه عصبی مرکزی مهره‌داران بالغ – پاسخ می‌دهند. دو دسته از گیرنده‌های GABA وجود دارد: GABAA و GABAB. گیرنده‌های GABAA کانال‌های یونی وابسته به لیگاند هستند (که به عنوان گیرنده‌های یونوتروپیک نیز شناخته می‌شوند). در حالی که گیرنده‌های GABAB گیرنده‌های جفت‌شونده با پروتئین G هستند که گیرنده‌های متابوتروپیک نیز نامیده می‌شوند.